# Guriezo
Guriezo est une ville espagnole située dans la communauté autonome de Cantabrie.

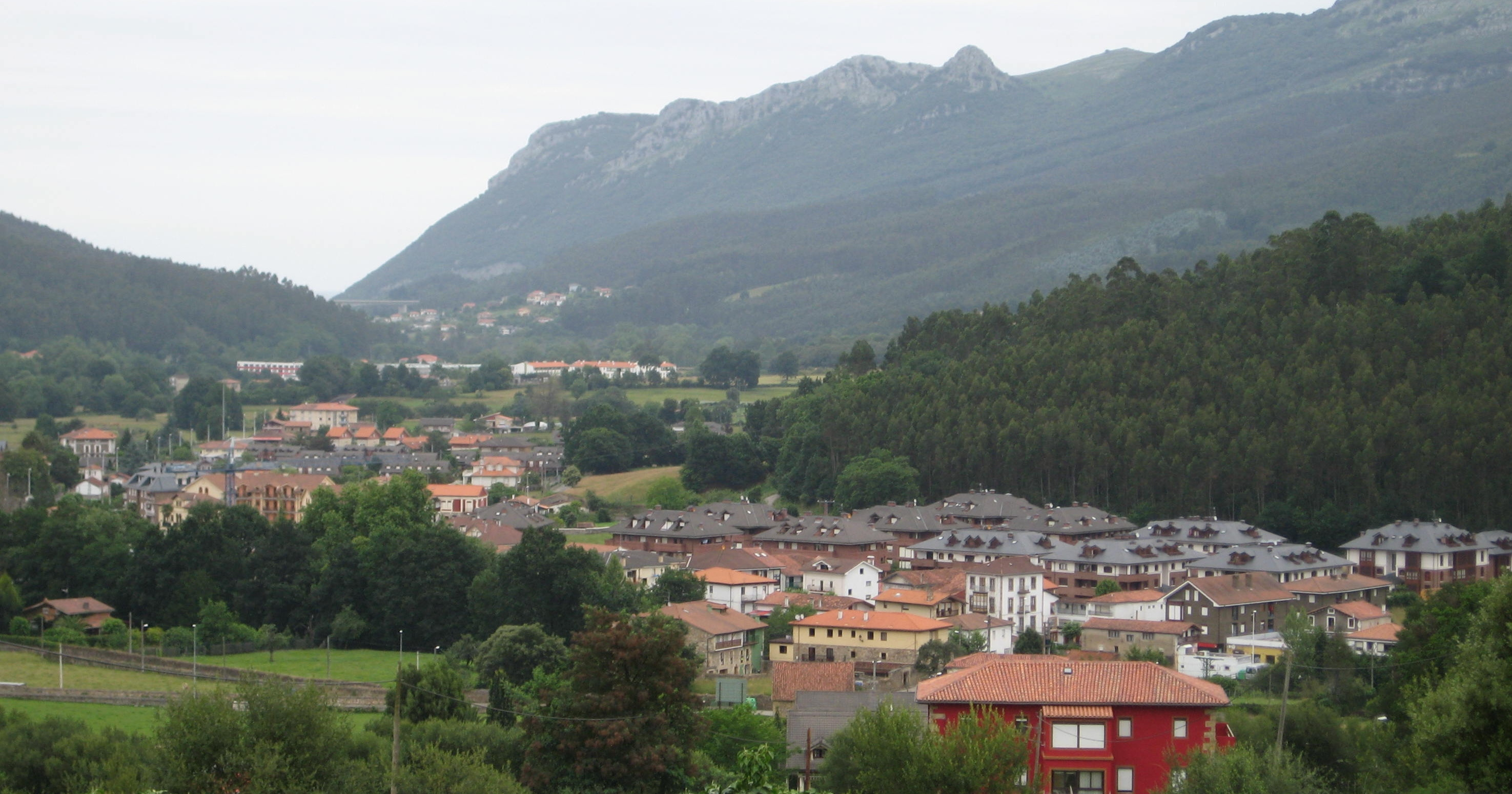
Guriezo.